# Adalbert Gyrowetz

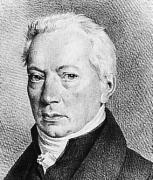
Adalbert Gyrowetz.

Adalbert Mathias Gyrowetz, född den 19 eller 20 februari 1763 i Budweis och död den 19 mars 1850 i Wien var en böhmisk tonsättare.
Han utbildade sig under sju års tid i Milano, Paris och London, varefter han slog sig ner i Wien, där han 1804-31 var hovkapellmästare och även tog emot studenter såsom Jacob Bernhard Struve. Gyrowetz överlevde sina verk, vilka var utomordentligt talrika: 30 operor, 40 baletter, 19 mässor, 60 symfonier, över 60 stråkkvartetter, 30 trior, 40 pianosonater samt sånger med mera. Längst bibehöll sig operan Der augenarzt; baletten Natalie uppfördes i Stockholm 1843. Gyrowetz utgav även en självbiografi 1848.

## Operor
- Selico (Selico und Berissa) opera (Singspiel) 2 akter Joh. Nep. Hummel, 15 oktober 1804 Wien, Kärntnertortheater
- Tre sposi per uno opera 2 akter (Musik: Pietro Carlo Guglielmi, Duett och andra Finalen av Gyrowetz) Librettist okänd, 29 januari 1805 Wien, Kärntnertortheater
- Mirina, die Königin der Amazonen Melodram 3 akter Franz-Ignaz von Holbein, 27 maj 1806 Wien, Theater an der Wien
- Agnes Sorel opera seria 3 akter Josef Sonnleithner UA, 4 december 1806 Wien, Kärntnertortheater EA Hamburg 1807; Prag 1808; Berlin 1809 und 1834; München 1811; Budapest 1812; Petersburg 1814; Straßburg 1814; Bern 1823; Bukarest 1834; (Warszawa 1816).
- Ida, die Büßende (oder Das Totengerippe in der Schauergruft) musikaliskt skådespel 4 akter Franz-Ignaz von Holbein, 26 februari 1807 Wien, Theater an der Wien
- Die Junggesellen-Wirthschaft komiskt Singspiel 1 akt Georg Friedrich Treitschke, 18 juni 1807 Wien, Kärntnertortheater
- Emerike [Emerika] oder Die Zurechtweisung komisk opera 2 akter Josef Sonnleithner, 11 december 1807 Wien, Kärntnertortheater
- Die Pagen des Herzogs von Vendôme Operett 1 akt Josef Sonnleithner, 5 augusti 1808 Wien, Kärntnertortheater
- Der Sammtrock Lustspiel mit Gesang (Singspiel) 1 akt efter August von Kotzebue, 24 november 1809 Wien, Kärntnertortheater
- Der betrogene Betrüger komiskt sångspel 1 akt efter François Bernard-Valville, 17 februari 1810 Wien, Kärntnertortheater
- Das zugemauerte Fenster kom. Operett 1 akt efter Kotzebue, 18 december 1810 Wien, Kärntnertortheater
- Der Augenarzt Singspiel 2 akter Johann Emanuel Weith, efter ett franskt Libretto UA, 1 oktober 1811 Wien, Kärntnertortheater EA Budapest 1812; Würzburg 1812; Berlin 1815.
- Federica ed Adolfo Dramma Serio 2 akter Giuseppe Rossi, 6 april 1812
- Das Winterquartier in Amerika Singspiel 1 akt Librettist okänd, 30 oktober 1812 Wien, Kärntnertortheater
- Fünf sind zwei oder Domestikenstreiche sångspel 1 akt (med Dalayrac, Moscheles, Umlauf, Drechlser, Mosel, Seyfried, Weigl, Boieldieu, Dietrichstein) Ignaz Franz Castelli, 20 mars 1813 Wien, Kärntnertortheater
- Die Prüfung Singspiel 2 akter Franz Xaver Huber, 15 juli 1813 Wien, Kärntnertortheater
- Die gute Nachricht Singspiel 1 Akt (med Beethoven, Hummel) Georg Friedrich Treitschke, 11 april 1814 Wien, Kärntnertortheater
- Die Ehrenpforten Singspiel 1 Akt (med Weber, Weigl, Seyfried, Händel, Beethoven) Georg Friedrich Treitschke, 15 juli 1815 Wien, Kärntnertortheater
- Helene opera 3 akter Georg von Hofmann, 16 februari 1816 Wien, Kärntnertortheater
- Die beiden Eremiten opera 1 akt Librettist okänd 1816 Wien, Kärntnertortheater
- Der Gemahl von ungefähr komiskt Sångspel 1 akt efter François Planard, 26 september 1816 Wien, Kärntnertortheater
- Il finto Stanislao opera buffa Felice Romani, 5 augusti 1818 Milano, Teatro alla Scala >>> "Un Giorno di Regno" av Giuseppe Verdi
- Aladin oder Das Notwendige (und das Überflüssige) Singspiel 1 akt Ignaz Franz Castelli, 7 februari 1819 Wien, Kärntnertortheater
- Das Ständchen Singspiel 1 akt Georg von Hofmann, 7 februari 1823 Wien, Kärntnertortheater
- Des Kaisers Genesung Opera eller "Kantat" Johann Christian Mikan, 1 maj 1826 Wien, Kärntnertortheater
- Der blinde Harfner Singspiel 1 Akt Johann Blum, efter Michel Dieulafoy, 19 december 1827 Wien, Kärntnertortheater
- Der Geburtstag Operett 1 akt Librettist okänd, 11 februari 1828 Wien, Kärntnertortheater
- Der dreizehnte Mantel Operett 1 akt efter Eugène Scribe, 12 januari 1829 Wien, Kärntnertortheater
- Felix und Adele romantisk opera 3 akter Johanna Franul von Weissenthurn, 10 augusti 1831 Wien, Kärntnertortheater
- Hans Sachs im vorgerückten Alter romantisk komiskt Sångspel 2 akter Librettist okänd planerad för Dresden 1833, ej uppförd

## Övriga verk i urval
- Op.2 6 Stråkkvartetter
- Op.6 3 Symfonier
- Op.10 6 Pianotrios
- Op.11 3 Flöjtkvartetter
- Op.15 3 Pianotrios
- Op.17 3 Stråkkvartetter
- Op.18 3 Pianotrios
- Op.30 3 Stråkkvartetter
- Op.41 3 Pianotrios
- Op.44 3 Stråkkvartetter
- Op. 45 1 Stråkkvintett
- Op.56 3 Stråkkvartetter